# Бован (Алексинац)
Бован је насеље у Србији у општини Алексинац у Нишавском округу. Према попису из 2022. било је 320 становника (према попису из 1991. било је 690 становника).
Бован лежи поред истоименог језера, између Сокобањске и Алексиначке котлине у Бованској клисури, која спаја Сокобањску котлину са Јужним Поморављем.

## Историја
Судећи по имену које је првобино гласило Болван, насеље је старосрпско из раног средњег века. Болван је старословенска реч и знаци кип. Име указује да је ту постојало насеље из времена старе словенске вере са храмом у коме се налазио кип неког божанства.
У Бовану је било главно складиште соли која је долазила из Угарске. Године 1395. кнегиња Милица одредила је да се манастиру Св Пантелејмон на Светој гори даје годишње из Бована 500 "крушаца" соли. У то време помиње се Бован као погранична тврђава. У пролеће 1413. заузео је Бован султан Муса, а у новембру 1443. потукао је Хуњади са удруженом српском и мађарском војском у његовој близини турску војску.
Код села Бован налази се Јеринин град, настао вероватно на месту римског каструма Praesidium Pompei. Не зна се кад је основан. Био је то мањи град издужене правоугаоне основе, озидан каменом. Очувано је нешто зидова у рушевинама. Најбоље се држи прва кула, још увек висока преко 5 метара.

## Демографија
У насељу Бован живи 491 пунолетни становник, а просечна старост становништва износи 49,1 година (47,8 код мушкараца и 50,4 код жена). У насељу има 181 домаћинство, а просечан број чланова по домаћинству је 3,06.
Ово насеље је у потпуности насељено Србима (према попису из 2002. године), а у последња три пописа, примећен је пад у броју становника.
|  |

| Демографија | Демографија | Демографија |
| Година      | Становника  | Становника  |
| ----------- | ----------- | ----------- |
| 1948.       | 1.084       |             |
| 1953.       | 1.055       |             |
| 1961.       | 1.033       |             |
| 1971.       | 911         |             |
| 1981.       | 821         |             |
| 1991.       | 690         | 680         |
| 2002.       | 554         | 570         |

| Етнички састав према попису из 2002.‍ | Етнички састав према попису из 2002.‍ | Етнички састав према попису из 2002.‍ | Етнички састав према попису из 2002.‍ | Етнички састав према попису из 2002.‍ |
| ------------------------------------ | ------------------------------------ | ------------------------------------ | ------------------------------------ | ------------------------------------ |
|                                      |                                      |                                      |                                      |                                      |
| Срби                                 | Срби                                 |                                      | 554                                  | 100,0%                               |
| непознато                            | непознато                            |                                      | 0                                    | 0,0%                                 |

| Година пописа     | 1948. | 1953. | 1961. | 1971. | 1981. | 1991. | 2002. |
| ----------------- | ----- | ----- | ----- | ----- | ----- | ----- | ----- |
| Број домаћинстава | 194   | 193   | 191   | 188   | 177   | 164   | 181   |

| Број чланова      | 1  | 2  | 3  | 4  | 5  | 6 | 7 | 8 | 9 | 10 и више | Просек |
| ----------------- | -- | -- | -- | -- | -- | - | - | - | - | --------- | ------ |
| Број домаћинстава | 26 | 47 | 42 | 37 | 19 | 5 | 5 | 0 | 0 | 0         | 3,06   |

| Пол    | Укупно | Неожењен/Неудата | Ожењен/Удата | Удовац/Удовица | Разведен/Разведена | Непознато |
| ------ | ------ | ---------------- | ------------ | -------------- | ------------------ | --------- |
| Мушки  | 247    | 53               | 159          | 31             | 4                  | 0         |
| Женски | 257    | 32               | 166          | 56             | 3                  | 0         |
| УКУПНО | 504    | 85               | 325          | 87             | 7                  | 0         |

| Пол    | Укупно                    | Пољопривреда, лов и шумарство | Рибарство                            | Вађење руде и камена | Прерађивачка индустрија       |
| ------ | ------------------------- | ----------------------------- | ------------------------------------ | -------------------- | ----------------------------- |
| Мушки  | 125                       | 56                            | 0                                    | 7                    | 21                            |
| Женски | 58                        | 37                            | 0                                    | 0                    | 6                             |
| УКУПНО | 183                       | 93                            | 0                                    | 7                    | 27                            |
| Пол    | Производња и снабдевање   | Грађевинарство                | Трговина                             | Хотели и ресторани   | Саобраћај, складиштење и везе |
| Мушки  | 7                         | 6                             | 9                                    | 3                    | 1                             |
| Женски | 0                         | 0                             | 7                                    | 0                    | 1                             |
| УКУПНО | 7                         | 6                             | 16                                   | 3                    | 2                             |
| Пол    | Финансијско посредовање   | Некретнине                    | Државна управа и одбрана             | Образовање           | Здравствени и социјални рад   |
| Мушки  | 0                         | 0                             | 3                                    | 2                    | 8                             |
| Женски | 1                         | 0                             | 0                                    | 1                    | 3                             |
| УКУПНО | 1                         | 0                             | 3                                    | 3                    | 11                            |
| Пол    | Остале услужне активности | Приватна домаћинства          | Екстериторијалне организације и тела | Непознато            | Непознато                     |
| Мушки  | 2                         | 0                             | 0                                    | 0                    | 0                             |
| Женски | 0                         | 0                             | 0                                    | 2                    | 2                             |
| УКУПНО | 2                         | 0                             | 0                                    | 2                    | 2                             |

## Галерија
- Бованско језеро
- Викендице
- Викенд насеље 2022.
- Одбојка на песку
- Део насеља